# Chiến tranh nhân dân
Chiến tranh nhân dân là chiến lược quân sự tại Việt Nam để chỉ chung các cuộc chiến tranh giải phóng dân tộc và bảo vệ Tổ quốc do nhân dân Việt Nam tiến hành trong tiến trình lịch sử, được hệ thống thành lý luận trong hai cuộc Chiến tranh Đông Dương (1945-1954) và Chiến tranh Việt Nam (1954-1975), và thuật ngữ này lại được dùng để đánh giá những cuộc chiến tranh thời phong kiến.

## Lịch sử

### Giai đoạn dựng nước và các triều đại phong kiến

#### Thời dựng nước và Bắc thuộc
Ở Việt Nam, truyền thống tiến hành khởi nghĩa và chiến tranh nhân dân để giải phóng dân tộc và bảo vệ đất nước đã có từ lâu. Các cuộc khởi nghĩa Hai Bà Trưng (40 - 43), khởi nghĩa Lý Bí (542 - 544), khởi nghĩa Mai Thúc Loan (722), khởi nghĩa Phùng Hưng (767 - 791)... đều là các cuộc khởi nghĩa và chiến tranh nhân dân. Các cuộc chiến tranh trong các đời Trần, Lê… đều là các cuộc chiến tranh nhân dân do giai cấp phong kiến lãnh đạo. Cuộc chiến tranh do Nguyễn Huệ lãnh đạo, lúc đầu là một cuộc khởi nghĩa và chiến tranh nông dân nhằm lật đổ triều đại phong kiến trong nước, về sau là một cuộc chiến tranh nhân dân chống lại xâm lược của nhà Thanh (Trung Quốc)...
Chiến tranh toàn dân thời kỳ mở nước là chiến tranh toàn dân tự phát nhằm định hình dân tộc. Từ công cuộc giữ thành Cổ Loa của An Dương Vương đến các cuộc khởi nghĩa chống ách đô hộ, toàn dân được huy động để đánh giặc, thậm chí lực lượng quân sự không được tổ chức hoàn toàn chuyên biệt. Cách đánh phù hợp với trang bị kim khí thô sơ, rất gần với cách sử dụng công cụ lao động sản xuất thường ngày của người dân. Về mục tiêu, việc giành lại độc lập là độc lập cho cả dân tộc, chứ không gắn với lợi ích cụ thể của một cá nhân hay tập đoàn xã hội nào. Trong kháng chiến, có người đứng ra dấy nghĩa, nhưng sự phân biệt quyền lực giữa bề trên với kẻ dưới, hay sự phân biệt giữa lợi ích giai cấp với lợi ích dân tộc… đều rất mờ nhạt. Hơn nữa, cuộc đấu tranh chống đồng hoá luôn chiếm vị trí ưu trội so với tiến hành đấu tranh vũ trang.

#### Thời Lý-Trần
Thời Lý – Trần, cuộc chiến tranh toàn dân diễn ra trong điều kiện quốc gia độc lập có chủ quyền, nhân dân vừa là chỗ dựa của triều đình, của quân đội, vừa trực tiếp tham gia đánh giặc giữ nước, bảo vệ kinh thành. Nghệ thuật dựng binh là lấy dân làm điểm tựa quan trọng. Cả nhà Lý và nhà Trần đều định chế độ binh dịch theo kiểu "Ngụ binh ư nông", quân lính thời bình chia phiên về sản xuất và khi có biến thì mọi đinh tráng đều được chiếu sổ gọi ra phục vụ quân đội. Việc xây dựng lực lượng vũ trang đều theo cách thức xây dựng nhiều thứ quân để huy động được nhân dân tham gia trực tiếp chiến đấu: quân chủ lực của triều đình, quân các lộ (và quân của các vương hầu), dân binh (hương binh các làng xã, thổ binh các bản, nguồn, động…). Lực lượng được tổ chức hợp lý, phân công và phối hợp chặt chẽ giữa quân triều đình, quân các lộ và dân binh, đồng thời huy động được nhân dân tham gia đúng thời cơ.
Sức dân cũng được huy động mạnh mẽ trong xây dựng thế trận và các tuyến phòng thủ, nhân dân luôn sát cánh sẵn sàng chiến đấu cùng các thứ quân. Nhân dân cả nước tự giác thực hiện kế thanh dã triệt nguồn lương thảo của giặc, làm hậu thuẫn cho triều đình và trực tiếp tham gia đánh giặc tại chỗ… Đặc biệt, để huy động cao nhất sức dân, các đời vua thời Lý – Trần đều chủ trương "khoan – giản – an – lạc", cơi nới sức dân để làm "kế sâu rễ bền gốc".
Về nghệ thuật dụng binh, chiến tranh toàn dân thời Lý – Trần được thể hiện rất rõ qua việc vận hành thế trận phòng thủ, phòng ngự, tổ chức cho quân và dân thực hành chiến đấu trên các tuyến phòng thủ nhiều tầng hoặc đánh địch rộng khắp. Việc lập thế liên kết giữa kinh thành với các vùng phụ cận đã tạo được hậu phương chiến lược cho chiến tranh toàn dân. Chính vì vậy, quân nhà Lý chiến đấu trên phòng tuyến sông Cầu luôn an tâm ở phía sau đã có hậu phương cực mạnh là kinh thành Thăng Long; còn nhà Trần, tuy phải rút lui chiến lược, nhưng nhân dân đã tích cực góp phần cùng quân triều đình tạo thế "Vườn không nhà trống", tạo thế chuyển hoá dần lực lượng để phản công chiến lược. Do vậy, nhân dân đã được huy động tối đa để phục vụ chiến đấu trên phòng tuyến (thời Lý), cũng như trực tiếp và phối hợp nổi dậy giành lại quyền làm chủ đất nước (thời Trần).
Cách đánh của chiến tranh toàn dân thời kỳ này đã được hình thành và phát triển đa dạng: từ chủ động tiến công sang đất địch bằng nhiều hướng, nhiều mũi, phòng thủ vững chắc trên phòng tuyến chuẩn bị sẵn và phản công truy kích địch rút chạy ở thời Lý đến cách đánh chặn bước tiến nhanh kết hợp với chủ động rút lui bảo toàn lực lượng, bỏ thuyền chiến đánh thuyền lương, chọn điểm đột phá trong phản công chiến lược ở thời Trần. Tất cả các cách đánh ấy chỉ thực hiện thành công và đạt hiệu quả tối ưu trên nền chiến tranh toàn dân. Chính vì dựa được vào dân – "chúng chí thành thành", nơi nào có dân là giặc bị đánh – nên quân dân nước Việt thời Lý – Trần đã hình thành được các cách đánh phòng ngự – phản công rất đa dạng: khi phòng thủ phòng tuyến, đánh diệt viện thì "dĩ tịnh chế động"; khi chủ động tấn công trước vào căn cứ địch thì dĩ động chế tịnh; trong đánh vận động, truy kích địch thì "dĩ động chế động, dĩ đoản binh chế trường trận". Yếu tố nhân dân tham chiến trực tiếp đã làm cho tất cả các cách đánh trong thế trận phòng ngự ấy đều nổi rõ tinh thần tích cực tiến công và đánh giặc rộng khắp.

#### Khởi nghĩa Lam Sơn
Khởi nghĩa Lam Sơn kiến lập nhà Hậu Lê là cuộc khởi nghĩa vũ trang toàn dân giành lại độc lập dân tộc, nhân dân và lực lượng vũ trang phối hợp trên nhiều lĩnh vực khá toàn diện, tính chất dĩ dân và tính chất vi dân bộc lộ rõ ràng hơn và được kết hợp khá sâu sắc. Trên thực tế, toàn bộ sự nghiệp Lam Sơn đã dựa vào dân để phát động khởi nghĩa và nêu cao đại nghĩa, từ nhân dân mà xây dựng, phát triển lực lượng. Khi còn yếu thế, nghĩa quân luôn được nhân dân nuôi dưỡng, đùm bọc, chở che. Khi đã lớn mạnh, đủ sức đánh chiếm các thành, các vùng thì nhân dân hết lòng ủng hộ, nô nức đóng góp sức người, sức của và làm hậu thuẫn tinh thần to lớn. Sở dĩ có thể thực hiện được điều đó là nhờ chính sách vi dân nhất quán của Lê Lợi – Nguyễn Trãi, với tư tưởng chủ đạo "việc nhân nghĩa cốt ở an dân". Trên thực tế, nghĩa quân ở thời kỳ gây dựng lực lượng đã thực hiện tốt vai trò một "đội quân công tác", sẻ chia gánh nặng và cùng dân lo xây dựng hậu phương, căn cứ địa kháng chiến; khi đánh chiếm kho lương của giặc đều chia cho dân để bồi dưỡng sức dân. Chính sách bình công ban thưởng cả nước, miễn thuế cho dân sau chiến thắng, nhất là kế sách "ngoại giao mềm"' để dân yên ổn làm ăn… đều thể hiện tinh thần vi dân sâu sắc.
Về nghệ thuật quân sự và phát triển cách đánh của chiến tranh giải phóng, tính chất toàn dân được thể hiện rất đậm nét. Nghệ thuật mở đầu chiến tranh là vừa đánh, vừa gây dựng lực lượng, nên cách đánh du kích là chủ yếu và theo đó, lực lượng vũ trang thực sự đóng vai trò nòng cốt cho một cuộc chiến tranh đã manh nha dáng dấp của kháng chiến "Trường kỳ, toàn dân, toàn diện". Chính vì dựa được vào dân, nên nghĩa quân không những vượt qua thời kỳ nguy hiểm, mà còn chuyển hoá lực lượng, xây dựng hậu phương, căn cứ địa kháng chiến vững mạnh, thực hiện được chủ trương vừa kháng chiến, vừa kiến quốc.
Đặc biệt, khi nghĩa quân đã đủ lực lượng và thời cơ tiến ra Bắc vây thành Đông Quan – mục tiêu cuối cùng của cuộc kháng chiến – thì đông đảo nhân dân trong kinh thành đã cùng nghĩa quân giăng "thiên la địa võng", thực hiện "mưu phạt tâm công", các đội dân binh, thổ binh vừa ủng hộ hết mình, vừa trực tiếp tự vũ trang cùng nghĩa quân diệt tan viện binh địch tại Chi Lăng, buộc Vương Thông ở Đông Quan phải đầu hàng. Nghệ thuật kết thúc chiến tranh theo hướng thực hiện chính sách ứng xử nhân văn với tù binh và gây lại hoà hiếu với nhà Minh cũng chỉ thành công khi được sự đồng tình, sẻ chia của nhân dân, nhất là nhân dân Thăng Long đã từng phải chịu đựng gian khổ, hy sinh hàng chục năm ròng dưới ách đô hộ tàn bạo của quân Minh xâm lược.

#### Khởi nghĩa Tây Sơn
Chiến tranh toàn dân bảo vệ đất nước thời Tây Sơn được phát triển từ cuộc khởi nghĩa nông dân chống áp bức phong kiến thành cuộc chiến tranh toàn dân bảo vệ Tổ quốc, trong đó lực lượng vũ trang làm nòng cốt. Đây thực sự đã là cuộc chiến tranh của dân, bởi người lãnh đạo là thủ lĩnh nông dân, tôn chỉ là chống ách áp bức cường quyền để cải thiện đời sống nhân dân, lực lượng khởi nghĩa chính là những nông dân mặc áo lính, là nhân dân nổi dậy chống thù trong (dưới danh nghĩa phù Lê) và chống giặc ngoài (đánh tan các đạo quân xâm lược Xiêm, Mãn Thanh). Đây cũng là cuộc chiến tranh toàn dân: dân tự nguyện đóng góp cả sức người và sức của, dân hậu thuẫn, dân ủng hộ, nuôi dưỡng, dân trực tiếp cầm vũ khí phối hợp với nghĩa quân đánh giặc trên mọi mặt trận.
Đặc biệt, cuộc chiến tranh toàn dân được bộc lộ ở nhiều khía cạnh: khi là cuộc khởi nghĩa nông dân thì nhằm mục đích lật đổ Trịnh – Nguyễn, thống nhất đất nước, thống nhất dân tộc, xây nên chế độ mới theo tôn chỉ cơi nới sức dân; khi đánh quân xâm lược Mãn Thanh thì "đánh cho để dài tóc, đánh cho để đen răng, đánh cho sử tri Nam quốc sơn hà chi hữu chủ", vì độc lập dân tộc và sự tồn vong của nền văn hiến nước Việt; sau chiến thắng, chính sách giao hảo với nhà Thanh và ban hành một số chính sách mới nhằm khuyến dân của vua Quang Trung cũng chính là sự thể hiện chính sách vì dân.
Về nghệ thuật quân sự, cuộc chiến tranh toàn dân trong thời kỳ này cũng có những bước phát triển mới. Trước hết, để có thể dựa vào lòng dân nhằm bình định Bắc Hà, Bắc Bình Vương Nguyễn Huệ đã coi trọng cuộc chiến thu phục nhân tâm hơn là các đòn tiến công quân sự. Bởi lẽ, mặc dù ý chí "phá Trịnh, phục Lê" lúc này đang cháy bỏng trong nhân dân và các nhân sĩ Bắc Hà, nhưng sự nghi ngại về một thứ "giặc cỏ" (chỉ quân Tây Sơn) từ phía Nam ra chưa thể làm cho nhân dân Bắc Hà chào đón đội quân Tây Sơn. Lần tiến quân ra Bắc để đại phá quân xâm lược Mãn Thanh lại khác, Nguyễn Huệ đã đủ uy tín để lên ngôi Hoàng đế, đặt hiệu Quang Trung. Quang Trung vừa hành binh thần tốc, vừa phát triển lực lượng như vũ bão nhờ nhân dân cả nước, nhất là nhân dân Bắc Hà, đã thuận theo và hết lòng ủng hộ. Đặc biệt, trận "rồng lửa Thăng Long" quét sạch 20 vạn quân Thanh chỉ sau 5 ngày do quân dân sở tại phối hợp chặt chẽ với đại quân Tây Sơn đã mang dáng dấp của nghệ thuật tác chiến chiến lược: kết hợp giữa tổng tiến công của các binh đoàn chủ lực với nổi dậy rộng khắp của nhân dân, toàn dân đánh giặc.

#### Bài học từKháng chiến chống Pháp lần thứ nhấtthất bại
Chiến tranh chống thực dân Pháp xâm lược có thể nói là cuộc "chiến tranh toàn dân một nửa", tức là chỉ thể hiện ở phía nhân dân (có tiếng nói ủng hộ của một số nhân vật chủ chiến trong triều đình), còn hầu hết triều đình đứng ngoài cuộc. Chính việc không thể phát động chiến tranh toàn dân đã làm cho nhà Nguyễn từng bước thất bại, phải dần cắt đất cầu hòa và cuối cùng hoàn toàn sụp đổ. Cũng có những nhân vật trong phái "chủ chiến" để lại tấm gương trung liệt như phong trào Cần Vương, Vua Duy Tân, Vua Hàm Nghi, Tôn Thất Thuyết, Nguyễn Tri Phương, Hoàng Diệu và những chí sĩ yêu nước khác, song thế thất bại của phong kiến Việt Nam thời kỳ suy tàn trước chủ nghĩa thực dân đang nổi lên khắp thế giới là tất yếu. Điển hình như trong cuộc tử thủ thành Hà Nội, cách thức hoạt động quân sự kém hiệu quả, vì thiếu chỗ dựa là nhân dân, chỉ dựa vào thành cao hào sâu để cố thủ nên bị động, không chịu nổi sức công phá của đại bác quân thù.
Về phía nhân dân, ngay từ đầu đã tự lập các đội vũ trang chống Pháp, bảo vệ làng xã, phố phường, tiến hành các hoạt động du kích gây rối quân Pháp, sẵn sàng đem lực lượng hỗ trợ quan quân giữ thành… Nhiều nét mới về tổ chức lực lượng, tư tưởng vận động cách mạng và kháng chiến xuất hiện, như dựa vào dân, giữ hiểm địa để tiến tới đánh vào vùng Hà Nội (khởi nghĩa Yên Thế, khởi nghĩa Bãi Sậy); lập kế hoạch phối hợp giữa đánh chiếm bằng lực lượng quân sự với nổi dậy của dân (vụ Hà thành đầu độc, khởi nghĩa Yên Thế); thực hiện vận động chiến đánh địch càn quét (hai trận Cầu Giấy)… Nhưng trong tình thế thiếu sự lãnh đạo tập trung và đường lối đúng đắn, nên các phong trào này không đủ sức đi đến chiến thắng cuối cùng. Một số trào lưu khác chủ trương ám sát cá nhân, đầu độc, manh động, bạo động non… do không phát động được toàn dân tham gia, nên cuối cùng cũng thất bại.

### Chiến tranh Đông Dương(1945-1954)
Trong cuối những năm 1940, tướng Võ Nguyên Giáp đã có dự đoán chính xác đến kỳ lạ về cuộc chiến tranh chống Pháp của Việt Nam:
Kẻ thù sẽ dần sa lầy từ chiến lược "Đánh nhanh thắng nhanh" trở thành một cuộc chiến tranh tiêu hao trong thời gian dài. Khi đó, kẻ thù sẽ gặp phải một tình thế khó xử: Chúng có thể tiếp tục đổ dồn nguồn lực để mong giành chiến thắng, nhưng mặt khác, các phương tiện tâm lý và chính trị của người dân tại đất nước kẻ thù sẽ ngày càng tập hợp nhau lại để phản đối một cuộc chiến tranh ngày càng kéo dài ra
Chiến tranh toàn dân bảo vệ và giải phóng đất nước trong Cách mạng Tháng Tám và kháng chiến chống Pháp là cuộc chiến tranh toàn dân đã có sự phát triển nhảy vọt về chất, không chỉ về đường lối mà còn trong bối cảnh thế giới đã thay đổi toàn diện so với các cuộc kháng chiến trước. Trong thời đại hỏa khí, đối thủ là cường quốc thực dân trang bị hiện đại, không còn có sự ngang bằng về công nghệ vũ khí như trước. Về đường lối, chiến tranh toàn dân không chỉ gói gọn trong phạm vi lãnh thổ Việt Nam mà còn phải tranh thủ được sự ủng hộ của quốc tế và người dân ngay tại chính quốc của đối phương.
Trước Cách mạng Tháng Tám, trong suốt 15 năm, phong trào Việt Minh đã đi sâu bám sát quần chúng, tạo cơ sở rộng khắp trong các tầng lớp nhân dân. Khi thời cơ đến, Tổng khởi nghĩa giành chính quyền nổ ra tại Hà Nội và ở tất cả các địa phương khác đều là cuộc nổi dậy đồng loạt của quần chúng nhân dân nhằm tạo khí thế áp đảo, còn lực lượng vũ trang đóng vai trò sẵn sàng ứng chiến ngầm và trên thực tế, chưa có xung đột vũ trang đẫm máu. Nhìn nhận về cuộc Tổng khởi nghĩa vũ trang giành chính quyền, có thể thấy, nó nằm trong hình thái tổng thể của chiến lược "tận dụng chiến tranh đế quốc để giành thắng lợi cho cách mạng vô sản", nhất là từ khi phát xít Nhật hất cẳng Pháp tại Đông Dương, ở một khía cạnh nhất định, sự kiện này đã lôi cuốn Việt Nam vào vòng xoáy của Chiến tranh thế giới thứ hai.
Chiến tranh nhân dân Việt Nam đã thể hiện đầy đủ khi Hà Nội nổ súng mở đầu phong trào Toàn quốc kháng chiến. Cũng theo đó, chiến tranh nhân dân trong thời đại mới là sự kế thừa và phát triển của chiến tranh toàn dân trong các giai đoạn trước.
Thể hiện nổi bật là ở 60 ngày đêm "quyết tử cho Tổ quốc quyết sinh" của quân và dân Thủ đô. Hoạt động vũ trang là nét nổi trội, song yếu tố quyết định thắng lợi của 60 ngày đêm ấy chính là sự hậu thuẫn và trực tiếp góp sức người, sức của nhân dân. Thế trận được lập bằng các chiến luỹ đường phố, vật cản tại chỗ, nhưng có sự liên thông cao độ do nhân dân Thủ đô tự nguyện đục nhà thông nhà nọ sang nhà kia, phố nọ sang phố kia. Các lực lượng vũ trang có thể đánh địch rộng khắp, đánh bất cứ nơi nào quân Pháp đặt chân đến chính là nhờ dựa được vào thế trận lòng dân. Cùng với các chiến sĩ Trung đoàn Thăng Long, Trung đoàn Thủ đô, Tự vệ Hoàng Diệu, công an xung phong và các Đội cảm tử còn có nhiều thanh niên Hà Nội (trừ những người không đủ khả năng chiến đấu vũ trang) đều được vũ trang tham gia chiến đấu và phục vụ chiến đấu.
Cách đánh cũng mang tính toàn dân tham gia, quân với dân cùng đánh, điển hình như trận đánh tại chợ Đồng Xuân. Người dân được vũ trang bằng mọi loại công cụ có thể dùng làm vũ khí để phối hợp tham gia mọi hình thức tác chiến: tập kích hoả lực, đánh chốt chặn, đánh tập kích, đánh vận động, đánh cảm tử (bằng bom ba càng), đánh vào mục tiêu quan trọng, thực hiện nội thành và ngoại thành cùng đánh…
Trong suốt cuộc kháng chiến trường kỳ của cả nước, các lực lượng vũ trang hoạt động hiệu quả khi có sự che chở, đùm bọc của nhân dân. Quân Pháp dù trang bị vượt trội song cũng dần sa lầy trong thế trận bủa vây và ngày một kiệt sức, dù đã được Hoa Kỳ viện trợ tới 80% chiến phí. Pháp còn đề ra Da vàng hóa chiến tranh, thành lập Quốc gia Việt Nam hòng "Dùng người Việt trị người Việt", song chiến lược này cũng phá sản khi mà đội quân bản xứ này tác chiến yếu ớt do hoàn toàn thiếu sự ủng hộ của người dân.
Ngày 1-4-1953, báo Nhân dân đăng bài "Con voi với con muỗi" của Hồ Chí Minh. Một nghị sĩ Pháp trong lúc đi thăm vùng tạm chiếm đã cho rằng cuộc kháng chiến của nhân dân Việt Nam giống như cuộc chiến tranh giữa con muỗi chống lại con voi. Đảo ngược, Hồ Chí Minh khẳng định quan điểm của mình bằng một câu ca: "Nay tuy châu chấu đấu voi/ Nhưng mai voi sẽ bị lòi ruột ra". Thực tế đã chứng minh điều này là đúng chỉ 1 năm sau.
Chiến dịch Điện Biên Phủ năm 1954 là đỉnh cao trong của nghệ thuật chiến tranh nhân dân trong 9 năm "Kháng chiến trường kỳ". Việt Minh đã huy động dân công từ vùng kiểm soát đi tiếp tế bằng gánh gồng, xe đạp thồ kết hợp cùng cơ giới đảm bảo hậu cần cho chiến dịch. Đội quân gồm thanh niên xung phong, dân công hỏa tuyến, được huy động tới 20 vạn người (gấp nhiều lần quân đội) và được tổ chức biên chế như quân đội. Chỉ trong một tháng, bộ đội và thanh niên xung phong đã làm một việc đồ sộ. Con đường Tuần Giáo - Điện Biên Phủ, dài 82 km, trước đây chỉ rộng một mét, đã được mở rộng và sửa sang cho xe kéo pháo vào cách Điện Biên 15 km. Chính sách lược này đã gây nên bất ngờ lớn với quân Pháp, làm đảo lộn những tính toán trước đây. Các nhà quân sự Pháp, Mỹ tính toán giản đơn rằng, các đoàn dân công và đường sá thô sơ của Việt Nam không thể đọ nổi cầu hàng không hiện đại và không thể ngờ rằng, bằng đôi chân đi bộ, đôi vai và chiếc xe đạp thồ, nhân dân Việt Nam đã chuyên trở hàng chục ngàn tấn lương thực và phương tiện cần thiết đáp ứng nhu cầu của chiến dịch.
Sau này khi tổng kết về chiến thắng của Việt Minh tại Điện Biên Phủ, các tướng lĩnh và các nhà nghiên cứu đều thống nhất rằng: nguyên nhân chính làm nên chiến thắng của Việt Minh tại trận đánh này là đã huy động được rất lớn sức nhân dân để đảm bảo hậu cần cho chiến dịch. Đúng như Chủ tịch Hồ Chí Minh nhận định: "Về vũ khí địch hơn ta, nhưng về tinh thần và chính trị thì ta mạnh hơn địch gấp trăm gấp ngàn lần"

### Chiến tranh Việt Nam(1954-1975)
Chiến tranh toàn dân trong cuộc kháng chiến chống Mỹ cứu nước là cuộc chiến tranh toàn dân có sự phát triển cao về chất cả về điều kiện mới – chiến tranh nhân dân bảo vệ Tổ quốc ở miền Bắc và chiến tranh nhân dân giải phóng ở miền Nam, lẫn đối tượng tác chiến - siêu cường số 1 thế giới là Hoa Kỳ. Đến thời kỳ này, lý luận "chiến tranh nhân dân" đã định hình rõ nét, phát huy tác dụng to lớn. Đặc biệt, nếu trong kháng chiến chống Pháp, Hà Nội khởi đầu cho chiến tranh nhân dân giải phóng thì trong kháng chiến chống Mỹ, Hà Nội lại khởi đầu chiến tranh nhân dân thuộc loại hình chiến tranh bảo vệ Tổ quốc.
Nhân dân cả nước không chỉ đóng góp sức người, sức của cho hoạt động chiến đấu của các lực lượng vũ trang, mà còn trực tiếp tham gia chiến tranh. Ở miền Bắc, đó là những hoạt động phòng thủ dân sự, phục vụ chiến đấu và vũ trang chiến đấu, tạo lưới lửa phòng không nhân dân nhiều tầng và rộng khắp chống chiến tranh phá hoại của không quân Mỹ. Ở miền Nam, đó là sự đối mặt trực tiếp với Mỹ và chư hầu của mọi tầng lớp nhân dân, từ các cụ già, em nhỏ đến những đội quân tóc dài, những đội biệt động thành; trên tất cả các địa bàn rừng núi, thành thị, nông thôn; bằng tất cả các hình thức đấu tranh sáng tạo và đòn quyết định là cuộc tiến công thần tốc của các binh đoàn chủ lực kết hợp với nổi dậy của toàn dân.
Về nghệ thuật quân sự, ở miền Bắc là thế trận phòng không nhân dân được xây dựng nhiều tầng và rộng khắp, có phương án hiệp đồng và bảo đảm chu đáo chuẩn bị kỹ cả thế phòng tránh (phòng không nhân dân) và thế đánh trả (các trận địa); phân công các binh chủng hoả lực hợp với sở trường và tính năng vũ khí; kết hợp vừa chiến đấu, vừa duy trì sản xuất, vừa bảo đảm chi viện cho chiến trường… Ở miền Nam, đó là thế trận toàn dân đánh giặc, "kết hợp hai chân, ba mũi, ba vùng", nối thông giữa vùng tự do, căn cứ địa và vùng địch hậu. Lực lượng trong chiến tranh nhân dân thời kỳ này là lực lượng toàn dân và lực lượng vũ trang ba thứ quân.
Cách đánh của chiến tranh nhân dân cũng được phát triển cực kỳ đa dạng và sáng tạo. Trong chiến tranh nhân dân bảo vệ Tổ quốc ở miền Bắc, đó là cách đánh chặn bảo vệ từ xa; đánh tiêu diệt lớn; đánh tập trung vào hướng chủ yếu, tầm hoạt động trên không chủ yếu của địch; vạch nhiễu tìm thù; đánh ba điểm, đánh gần; đánh đồng loạt nhiều tầng, đánh tập kích, cơ động phục kích, nguỵ trang nghi binh lừa địch… Trong chiến tranh nhân dân giải phóng ở miền Nam, đó là cách đánh du kích kết hợp với cách đánh chiến dịch tiêu diệt lớn; các cuộc tập kích, phục kích chống địch càn quét; kết hợp giữa tổng tiến công và nổi dậy. Nhân dân không chỉ là lực lượng ủng hộ, mà thực sự đã trở thành chủ thể chiến đấu của chiến tranh nhân dân ở cả hai miền đất nước.
Võ Nguyên Giáp giải thích chiến lược đánh Mỹ của ông:
| “ | Chúng tôi không đủ mạnh để đuổi nửa triệu quân Mỹ ra khỏi Việt Nam, nhưng đó không phải là mục đích của chúng tôi. Chúng tôi tìm cách bẻ gãy ý chí kéo dài chiến tranh của chính phủ Mỹ. Westmoreland đã sai lầm khi dựa vào sức mạnh hỏa lực vượt trội của ông ta để nghiền nát chúng tôi. Các đồng chí Liên Xô và Trung Quốc của chúng tôi cũng không nắm bắt được cách giải quyết của chúng tôi khi họ cật vấn rằng, chúng tôi có bao nhiêu sư đoàn, ít hay nhiều so với quân Mỹ, làm thế nào chúng tôi đối phó nổi kỹ thuật của Mỹ, pháo binh Mỹ hoặc các cuộc tấn công của người Mỹ. Chúng tôi đang tiến hành cuộc chiến tranh nhân dân, à la manière vietnamienne (theo kiểu Việt Nam) – một cuộc chiến tranh toàn diện, tổng lực trong đó mỗi người đàn ông, mỗi người phụ nữ, mỗi đơn vị, dù lớn hay nhỏ, đều được duy trì từ toàn dân đã được động viên. Cho nên, những vũ khí tinh vi của người Mỹ, những thiết bị điện tử và những thứ đại loại như vậy đều vô dụng. Cho dù có sức mạnh quân sự, người Mỹ đã tính toán sai những hạn chế trong sức mạnh của mình. Trong chiến tranh chỉ có hai yếu tố - con người và vũ khí. Dù vậy, cuối cùng con người vẫn là nhân tố quyết định. Con người! Con người! | ” |

.

## Đánh giá
Năm 1954, tướng De Castries, sau khi thất bại trở về Pháp, đã trả lời trước Ủy ban Điều tra của Bộ Quốc phòng Pháp rằng: "Người ta có thể đánh bại một quân đội, chứ không thể đánh bại được một dân tộc". Chỉ huy phó của Tập đoàn cứ điểm Điện Biên Phủ, đại tá Pierre Langlais cũng viết trong cuốn hồi ký Điện Biên Phủ của ông rằng: "Ở Điện Biên Phủ, nếu người ta muốn nhìn thẳng vào sự thật, thì ắt phải thấy rằng viện trợ cho Việt Minh chỉ là một giọt nước đặt bên cạnh dòng thác vật tư của Mỹ đổ vào cho người Pháp chúng ta"..
Năm 1973, trước phiên điều trần về lý do quân đội Hoa Kỳ thất bại ở Việt Nam, các giáo sư Mỹ đã đánh giá: Ở Việt Nam, Mỹ đã gặp phải một đối phương không chịu chấp nhận chế độ thực dân mới, không chịu quỳ gối trước sức mạnh quân sự Mỹ. Ngoài ý chí kiên cường, quyết tâm sắt đá, người Việt Nam còn sáng tạo ra một đường lối, chiến lược và biện pháp đấu tranh phù hợp với hoàn cảnh để phát huy sức mạnh đánh thắng kẻ thù. Giáo sư Noam Chomsky nhận định: "Đối phương đã tìm ra "một chiến lược khôn khéo đến mức nguy hiểm để đánh bại Mỹ", giám đốc Phân tích Hệ thống đã cảnh báo "Trừ khi chúng ta nhận ra và chống lại nó ngay bây giờ nếu không chiến lược đó sẽ trở thành phổ biến trong tương lai". Chiến lược đó là tiến hành một cuộc chiến tranh giải phóng dân tộc dựa trên nguyện vọng của nông dân Việt Nam muốn độc lập và công bằng xã hội. Nước ngoài không bao giờ có thể địch nổi chiến lược đó" (trang 91)
Neil Sheehan - nhà báo Mỹ, một trong những người phanh phui Tài liệu mật Lầu Năm Góc ra trước công luận đã nhận định rằng: "Sau những năm dài tìm cách khuất phục những dân tộc nghèo khổ bằng sự tàn bạo của sức mạnh kỹ thuật của mình, nước Mỹ, một nước giàu mạnh nhất trên quả đất này, cuối cùng có thể bị những người cộng sản Việt Nam đuổi ra khỏi bán đảo Đông Dương. Nếu đúng như vậy, thì thắng lợi của người Việt Nam sẽ là một thí dụ vô song về sự toàn thắng của trí tuệ con người đối với máy móc" 
Để trả lời câu hỏi "vì sao một đất nước tương đối nhỏ bé và lạc hậu về công nghệ lại có thể đánh thắng hai cường quốc là Pháp và Mỹ", Pino Tagliazucchi, nhà nghiên cứu người Ý, cố tìm "một điều gì đó không liên quan đến khoa học quân sự cổ điển..." rồi kết luận rằng đó chính là: "lịch sử và văn hoá của dân tộc Việt Nam, và cuộc đấu tranh vì độc lập là của tất cả mọi người."
Nhà sử học Gabriel Kolko thì nhận định: 
| “ | "Chiến tranh Việt Nam, theo phân tích cuối cùng, là một trận đấu giữa Mỹ và người được họ bảo vệ và trợ cấp dồi dào với phong trào cách mạng mà gốc rễ giai cấp và cơ sở tư tưởng đưa lại cho họ một sức bật và một sức mạnh to lớn... Nguồn sức mạnh quan trọng nhất của Đảng Cộng sản trên ba mươi lăm năm qua là quan niệm của họ về một đạo đức cách mạng xã hội chủ nghĩa và sự nhấn mạnh của họ đối với ý nghĩa hàng đầu của mọi hành động và giá trị đưa đến một xã hội xã hội chủ nghĩa. Khả năng của Đảng phát triển một tổ chức mà cuộc sống của những thành viên phù hợp với những nguyên tắc nói trên, đã làm cho họ đạt được mục tiêu của họ". | ” |

Trung tướng Bernard Trainor, từng phục vụ ở Việt Nam hai lần, của cả hai loại hình Chiến tranh đặc biệt và Chiến tranh cục bộ, so sánh cuộc chiến ở Việt Nam với cuộc chiến tranh giành độc lập Hoa Kỳ: 
| “ | "Tôi thấy cuộc kháng chiến của Việt Nam có nét tương đồng với cuộc cách mạng của Mỹ. Cũng như các nhà cách mạng Mỹ thời đó, người Việt quyết chiến đến cùng. Những người dân Mỹ hồi đó đã đi tới một quyết định rằng độc lập là thiết yếu. Họ đặt cược tính mạng và của cải của mình vào sự nghiệp giành độc lập... Hy vọng ban đầu là thu phục trái tim khối óc của người dân, nhưng hy vọng này đã bị tan tành bởi thất bại của chính quyền Sài Gòn trong việc giành tín nhiệm của dân và chiến lược Tìm và diệt của Westmoreland. Về cơ bản đây là chiến lược tiêu hao sinh lực... Chỉ việc chất đống quân lực và vũ khí, rồi bóp vụn quân địch. Đây cũng là cách mà Westmoreland xúc tiến ở Việt Nam. Một cách làm võ biền. Có thể nói, Quân Giải phóng đã xoay triết lý chiến tranh tiêu hao chống lại chính Westmoreland. Chiến lược của người Việt là nhằm làm sao xói mòn sinh lực của quân Mỹ, cho tới khi công luận Mỹ xoay chuyển, chống lại chiến tranh. Chiến lược này đã thành công…". | ” |

Về phía mình, đại tướng Võ Nguyên Giáp đúc kết: "Quân đội Nhân dân Việt Nam ở cả miền Bắc và miền Nam, như Chủ tịch Hồ Chí Minh nói là một quân đội anh hùng của một dân tộc anh hùng, có tinh thần quyết chiến rất cao, thông minh và sáng tạo. Còn vị tướng dù có công lao lớn đến đâu cũng chỉ là giọt nước trong biển cả. Chỉ có nhân dân Việt Nam là người đánh thắng Mỹ". Trong 1 tác phẩm của mình, ông viết:
| “ | Nghệ thuật quân sự của chúng tôi, là lấy tinh thần chế ngự vật chất, lấy yếu chế ngự mạnh, lấy thô sơ chế ngự hiện đại. Chúng tôi đánh bại quân đội đế quốc hiện đại bằng tinh thần yêu nước của nhân dân cùng với chủ nghĩa anh hùng Cách mạng.. | ” |

Thủ tướng Phạm Văn Đồng đã nói: 
| “ | "Cuộc chiến tranh này không phải chỉ là sự đối chọi giữa những thiết bị tối tân nhiều hay tối tân ít. Nó còn là sự đối chọi giữa những khối óc. Mỹ đã huy động những trí tuệ thông thái nhất, những nhân vật có năng lực nhất trong quân đội, trong bộ máy hành chính và các trường đại học. Họ hẳn có những bộ óc rất cừ, nhưng những bộ óc đó không được sử dụng tốt bởi vì bị đưa vào một cuộc chiến tranh mà người ta thấy trước là họ sẽ thua. Họ đã dựng lên một bộ máy hùng mạnh, nhưng bộ máy ấy thế nào cũng thất bại... Mỹ đã tiến hành cuộc chiến tranh này với tất cả những phương tiện khoa học mà họ có thể có trong tay. Nhưng với phương tiện mà chúng tôi có, chúng tôi tiến hành cuộc chiến tranh này một cách khoa học, ngay cả khi trang bị của chúng tôi chỉ ở mức trung bình. Cố nhiên chúng tôi không có ý hạn chế chúng tôi trong việc sử dụng những vũ khí hiện đại mà chúng tôi có thể có được, nhưng không phải chỉ cần có trong tay những phương tiện tiên tiến về kỹ thuật là đủ để cho chiến tranh được tiến hành một cách khoa học. Nhận thức của chúng tôi về chiến tranh là khoa học bởi vì chúng tôi chiến đấu trên mảnh đất của chúng tôi, vì những mục tiêu của chính chúng tôi và những phương pháp của riêng chúng tôi. Vì lẽ đó mà mặc dù có cả một bộ máy khoa học, kẻ địch đã bị thua chạy. Chính chúng tôi là những người nắm quyền chủ động". | ” |

## Nội dung học thuyết Chiến tranh nhân dân trong thời hiện đại

### Các khái niệm chung
Theo Cương lĩnh xây dựng đất nước trong thời kỳ quá độ lên CNXH (gọi tắt là Cương lĩnh 1991), nội dung của đường lối và nghệ thuật quân sự (NTQS) chiến tranh nhân dân được thể hiện ở những quan điểm cơ bản của Đảng Cộng sản Việt Nam về xác định đối tượng, mục tiêu, lực lượng và sức mạnh của chiến tranh nhân dân, phương thức tiến hành chiến tranh và tư tưởng chỉ đạo của chiến tranh nhân dân Việt Nam trong thời kỳ mới. Đảng Cộng sản Việt Nam xác định: Đường lối, nghệ thuật chiến tranh nhân dân bảo vệ Tổ quốc Việt Nam là bộ phận quan trọng nhất, bao trùm nhất trong đường lối, nghệ thuật đấu tranh cách mạng của Đảng; là phương hướng chính trị, hệ thống các quan điểm, tư tưởng chỉ đạo, nguyên tắc, chủ trương lớn của Đảng xuyên suốt sự nghiệp bảo vệ Tổ quốc.
Trong Cương lĩnh 1991, quan điểm của Đảng về phương thức tiến hành chiến tranh nhân dân được thể hiện nhất quán ở mục tiêu, nhiệm vụ BVTQ, xây dựng nền quốc phòng toàn dân (QPTD), thế trận QPTD gắn với thế trận an ninh nhân dân (được chuyển hóa thành thế trận chiến tranh nhân dân khi đất nước xảy ra chiến tranh xâm lược); xây dựng LLVT nhân dân ba thứ quân… Đó là sự kế thừa, phát triển NTQS đánh giặc của dân tộc, kết hợp với nguyên lý của chủ nghĩa Mác - Lênin, tư tưởng Hồ Chí Minh về chiến tranh cách mạng; được các kỳ Đại hội của Đảng tiếp tục khẳng định và phát triển hoàn thiện, nhất là trong điều kiện đối phương có thể tiến hành chiến tranh xâm lược bằng vũ khí công nghệ cao.
Nội dung cơ bản:
- Vì lợi ích của nhân dân, mà mục tiêu cơ bản là đánh đổ chủ nghĩa đế quốc, thực dân và phong kiến, giải phóng dân tộc, giải phóng giai cấp, xoá bỏ mọi áp bức, bóc lột, xây dựng chủ nghĩa xã hội.
- Dựa vào lực lượng của toàn dân đã được giác ngộ sâu sắc về nhiệm vụ cách mạng, về mục đích chính trị của chiến tranh, đặt dưới sự lãnh đạo của Đảng Cộng sản Việt Nam mà nòng cốt là liên minh công nông. Xây dựng được lực lượng chính trị quần chúng hùng hậu và lực lượng vũ trang nhân dân rộng rãi và vững mạnh.
- Dựa vào tiềm lực của nhân dân, đất nước đang xây dựng chế độ xã hội mới đồng thời còn dựa vào sự giúp đỡ, cổ vũ của lực lượng cách mạng và tiến bộ thế giới.
- Phương thức tiến hành chiến tranh nhân dân phong phú, sáng tạo, phát huy cao nhất sức mạnh của toàn dân đánh giặc một cách toàn diện, khắp nơi, với mọi hình thức tổ chức và đấu tranh thích hợp.

### Nội dung

#### Tính chất, đặc điểm của chiến tranh nhân dân
- Tính chất:
  - Là cuộc chiến tranh nhân dân toàn dân, toàn diện, lấy lực lượng vũ trang ba thứ quân làm nòng cốt, dưới sự lãnh đạo của Đảng Cộng sản Việt Nam.
  - Là cuộc chiến tranh chính nghĩa, tự vệ cách mạng, nhằm bảo vệ độc lập tự do của dân tộc, bảo vệ độc lập chủ quyền, thống nhất toàn vẹn lãnh thổ của đất nước, bảo vệ Đảng, bảo vệ chế độ xã hội chủ nghĩa, bảo vệ nhân dân và mọi thành quả của cách mạng.
  - Là cuộc chiến tranh mang tính hiện đại (hiện đại về vũ khí, trang bị, tri thức và nghệ thuật quân sự).
- Đặc điểm của chiến tranh nhân dân.
  - Trong bối cảnh quốc tế có nhiều diễn biến phức tạp, chiến tranh nhân dân tiến hành nhằm bảo vệ Tổ quốc, nhằm góp phần thực hiện những mục tiêu lớn của thời đại hoà bình, độc lập dân tộc, dân chủ và tiến bộ xã hội. Do vậy có thể tập hợp, động viên và phát huy cao độ, đông đảo được sức mạnh của toàn dân cả nước, chung sức đánh giặc.
  - Trong cuộc chiến tranh, nhân dân phải bảo vệ được độc lập thống nhất, toàn vẹn lãnh thổ và chế độ xã hội chủ nghĩa. Mặt khác, dựa vào sức mình là chính nhưng đồng thời cũng được sự ủng hộ, giúp đỡ của cả dư luận tiến bộ trên thế giới, tạo thành sức mạnh tổng hợp để đánh thắng chiến tranh xâm lược của kẻ thù.
  - Chiến tranh diễn ra khẩn trương, quyết liệt, phức tạp ngay từ đầu và trong suốt quá trình chiến tranh. Tiến hành chiến tranh xâm lược, đối phương sẽ thực hiện phương châm chiến lược "Đánh nhanh, giải quyết nhanh". Quy mô chiến tranh có thể lớn và ác liệt ngay từ đầu. Kết hợp tiến công hoả lực với tiến công trên bộ, tiến công từ bên ngoài kết hợp với diễn biến hòa bình, bạo loạn lật đổ ở bên trong và bao vây phong toả đường không, đường biển và đường bộ nhằm đạt được mục tiêu chiến lược trong thời gian ngắn.

#### Mục tiêuchiến lượccủa chiến tranh nhân dân
Khiến địch đông mà hoá thiếu, có sức mạnh lớn mà không phát huy được tác dụng, có sở trường mà không thi thố được, lại bị sa lầy trong biển lửa của toàn dân, lúng túng và bị động trong một kiểu chiến tranh không rõ đâu là tiền tuyến đâu là hậu phương, một kiểu chiến tranh xen kẽ triệt để. Chiến tranh nhân dân khoét sâu những mâu thuẫn cố hữu của bất cứ một đội quân xâm lược nào; đó là các mâu thuẫn giữa phân tán và tập trung, giữa phòng ngự và tiến công, giữa đánh nhanh và đánh kéo dài; làm cho lực lượng và phương tiện của đối phương ngày càng bị hao mòn, ý chí xâm lược ngày càng sa sút...

#### Phương thức tiến hành
- Kết hợp chặt chẽ chiến tranh nhân dân địa phương với chiến tranh bằng các binh đoàn chủ lực ở các quy mô, hình thức phù hợp. Đó là sự kết hợp tác chiến của lực lượng tại chỗ với lực lượng cơ động; của tác chiến du kích với tác chiến chính quy; của cách đánh tiêu hao sinh lực địch một cách rộng khắp với cách đánh tập trung tiêu diệt từng bộ phận địch; kết hợp chặt chẽ đấu tranh quân sự với đấu tranh chính trị, kinh tế, văn hóa, tâm lý, tư tưởng, ngoại giao…; lấy đấu tranh quân sự, thắng địch trên chiến trường là nhân tố quyết định; kiên quyết đánh bại ý chí xâm lược của địch, chủ động kết thúc chiến tranh trong thế có lợi.
- Chiến tranh nhân dân địa phương là phương thức tiến hành trên địa bàn từng địa phương, trên cơ sở thế trận của khu vực phòng thủ, do bộ đội địa phương, dân quân, tự vệ cùng một bộ phận chủ lực và nhân dân địa phương tiến hành; vận dụng linh hoạt, sáng tạo các quy mô, hình thức, phương pháp tác chiến và đấu tranh, nhằm tiêu hao rộng rãi quân địch, bảo vệ vững chắc địa phương, các mục tiêu trọng yếu, địa bàn chiến lược, tạo điều kiện cho bộ đội chủ lực thực hiện các đòn đánh tiêu diệt.
- Chiến tranh bằng các binh đoàn chủ lực cũng là phương thức tiến hành chiến tranh cơ bản, bằng các hoạt động tác chiến tập trung, hiệp đồng binh chủng, quân chủng, với quy mô thích hợp, diễn ra ngay từ đầu và trong suốt quá trình chiến tranh, kết hợp chặt chẽ với tác chiến của khu vực phòng thủ địa phương được chuẩn bị trước trong thời bình. Khi có điều kiện, thời cơ, có thể tiến hành tác chiến ở quy mô lớn, ở nơi ta dự kiến và chuẩn bị, trên địa bàn trọng yếu, tạo sự thay đổi đột biến trong chiến tranh.
- Nghệ thuật kết hợp chiến tranh nhân dân địa phương với chiến tranh bằng các binh đoàn chủ lực, không chỉ là sự kết hợp giữa hai lực lượng mà còn là sự kết hợp ngay trong từng lực lượng. Nghĩa là, lực lượng chủ lực, các quân chủng, binh chủng kỹ thuật cũng phải nắm vững và giỏi về các phương thức tác chiến của LLVT địa phương. LLVT địa phương được huấn luyện cơ bản, khi cần cũng có thể thực hiện tác chiến chính quy. Tác chiến du kích và tác chiến chính quy phải được kết hợp, vận dụng một cách linh hoạt ngay trong từng lực lượng, từng trận đánh, chiến dịch và trong các loại hình tác chiến chiến lược, ngay từ đầu và suốt quá trình chiến tranh.
- Nghiên cứu phát triển phương thức tiến hành chiến tranh nhân dân thành các loại hình tác chiến chiến lược, chiến dịch và các hình thức chiến thuật để đối phó thắng lợi với quân địch có ưu thế về vũ khí công nghệ cao, tiến hành chiến tranh xâm lược kiểu mới. Tiến hành liên kết các hoạt động tác chiến của các khu phòng thủ địa phương, tác chiến phòng thủ quân khu và tác chiến của các binh đoàn cơ động chiến lược; bằng cách đánh địch rộng khắp với tác chiến tập trung; bằng các trận đánh, chiến dịch phòng ngự, phản công, tiến công kết hợp với các hình thức đấu tranh khác, nhằm từng bước ngăn chặn, phá thế tiến công của địch, giữ vững thế trận của ta, tiêu hao, tiêu diệt từng bộ phận quân địch, đánh bại từng hướng tiến công, làm cho địch suy yếu, sa lầy…

#### Các biện pháp cụ thể
Tiến hành chiến tranh nhân dân, toàn dân đánh giặc lấy lực lượng vũ trang nhân dân làm nòng cốt. Kết hợp tác chiến của lực lượng vũ trang địa phương với tác chiến của các binh đoàn chủ lực
- Vị trí: Đây là quan điểm cơ bản xuyên suốt thể hiện tính nhân dân, là điều kiện để phát huy cao nhất sức mạnh tổng hợp trong cuộc chiến tranh.
- Nội dung:
  - Trong điều kiện mới ta vẫn phải "lấy nhỏ thắng lớn", "lấy ít địch nhiều", không chỉ dựa vào lực lượng vũ trang mà phải dựa vào sức mạnh của toàn dân, tiến hành chiến tranh nhân dân, toàn dân đánh giặc…
  - Động viên toàn dân đánh giặc, trong đó lấy Bộ đội chủ lực cùng lực lượng vũ trang địa phương làm nòng cốt cho toàn dân đánh giặc trên chiến trường cả nước. Đánh bằng mọi thứ vũ khí có trong tay, bằng những cách độc đáo, sáng tạo…
- Biện pháp thực hiện:
  - Tăng cường giáo dục quốc phòng cho mọi tầng lớp nhân dân, nhất là thế hệ trẻ nói chung và sinh viên nói riêng.
  - Không ngừng chăm lo xây dựng các lực lượng vũ trang vững mạnh toàn diện, đặc biệt là chất lượng chính trị.
  - Không ngừng nghiên cứu nghệ thuật quân sự, nghiên cứu các cuộc chiến tranh gần đây ở trên thế giới để phát triển nghệ thuật quân lên một tầm cao mới. Xây dựng tỉnh (thành phố) thành khu vực phòng thủ vững chắc

Chuẩn bị mọi mặt trên cả nước cũng như từng khu vực để đủ sức đánh được lâu dài, ra sức thu hẹp không gian, rút ngắn thời gian của chiến tranh giành thắng lợi càng sớm càng tốt
- Phải chuẩn bị mọi mặt trên cả nước cũng như từng khu vực đủ sức đánh được lâu dài, ra sức tạo thời cơ, nắm vững thời cơ, chủ động đối phó và giành thắng lợi trong thời gian cần thiết. Trên cơ sở đó, dồn sức để rút ngắn thời gian của chiến tranh, giành thắng lợi càng sớm càng tốt.
- Kiên quyết ngăn chặn địch không cho chúng mở rộng để thu hẹp không gian của chiến tranh. Kiên quyết không cho địch thực hiện được mục đích của chúng là "đánh nhanh, giải quyết nhanh" theo học thuyết "không – bộ – biển". Mặt khác cũng phải chuẩn bị sẵn sàng để thắng địch trong điều kiện chiến tranh mở rộng.

'Kết hợp đấu tranh quân sự với bảo đảm an ninh chính trị, giữ gìn trật tự an toàn xã hội, trấn áp kịp thời mọi âm mưu diễn biến hòa bình và hành động phá hoại gây bạo loạn'
- Kẻ thù xâm lược thường sẽ sử dụng lực lượng tiến công từ bên ngoài kết hợp thủ đoạn Diễn biến hòa bình gây bạo loạn lật đổ ở bên trong. Kẻ thù xâm lược rất coi trọng lực lượng phản động bên trong, vì sẽ hỗ trợ "Nội ứng ngoại hợp, đánh nhanh giải quyết nhanh", vì vậy phải chủ động ngăn chặn ý đồ của chúng, không để kẻ địch cấu kết với nhau. Phải kiên quyết đập tan nhanh, gọn các hoạt động bạo loạn, tiêu diệt triệt để các lực lượng phản động bên trong là chặt đứt một hướng chiến lược của địch; tiêu diệt một bộ phận quan trọng lực lượng chiến lược của chúng. Xử lý bạo loạn của lực lượng phản động bên trong càng nhanh, gọn bao nhiêu, càng tốt bấy nhiêu.[16]
- Nếu chiến tranh xảy ra, địch sẽ tăng cường đánh phá nội bộ Việt Nam bằng nhiều biện pháp. Vì vậy, đi đôi với đấu tranh quân sự trên chiến trường, phải kịp thời trấn áp mọi âm mưu và hành động phá hoại của địch ở hậu phương, bảo đảm an ninh chính trị, giữ gìn trật tự, an toàn xã hội, bảo vệ vững chắc hậu phương, giữ vững sự chi viện sức người, sức của cho tiền tuyến.[17]

'Kết hợp sức mạnh dân tộc với sức mạnh thời đại, phát huy tinh thần tự lực, tự cường, tranh thủ sự giúp đỡ quốc tế, sự đồng tình, ủng hộ của nhân dân tiến bộ trên thế giới'
- Cuộc chiến tranh xâm lược của địch là phi nghĩa, sẽ bị nhân dân tiến bộ trên thế giới cũng như nhân dân chính quốc phản đối.
- Đoàn kết mở rộng quan hệ, tranh thủ sự ủng hộ của nhân dân yêu chuộng hoà bình trên thế giới, kể cả nhân dân nước đem quân xâm lược.